# Ігнатпіль
Ігна́тпіль — село в Україні, в Овруцькій міській територіальній громаді Коростенського району Житомирської області. Населення становить 1 253 особи (2001).

## Історія
Перша загадка про село датується 1694 роком.
У 1906 році в селі мешкало 795 осіб, налічувалось 125 дворових господарств.
Увечері, 8 листопада 1921 року, під час Листопадового рейду, відділ Івана Ремболовича з Волинської групи (командувач — Юрій Тютюнник) Армії Української Народної Республіки підірвав залізничний міст через річку Жерев біля Ігнатполя. Цим шляхом з України вивозилося зерно, відібране московськими окупантами у селян.
1927 року на базі місцевого родовища граніту створено щебеневий завод потужністю 500 тис. м³/рік.
Під час німецько-радянської війни участь у бойових діях брали 530 місцевих жителів, з них 150 осіб загинуло, 365 — нагороджено орденами і медалями. У бою біля Ігнатполя загинув Герой Радянського Союзу Микола Лут.
На початку 1970-х років у селі діяла центральна садиба колгоспу імені Шевченка, середня школа, чотири бібліотеки із книжковим фондом 15 тисяч примірників, дільнича лікарня, аптека, два фельдшерсько-акушерські пункти.
12 червня 2020 року, відповідно до розпорядження Кабінету Міністрів України № 711-р «Про визначення адміністративних центрів та затвердження територій територіальних громад Житомирської області», територію та населені пункти Ігнатпільської сільської ради включено до складу Овруцької міської територіальної громади Коростенського району Житомирської області.

## Населення
За даними перепису 2001 року населення села становило 1755 осіб, з них 96,7 % зазначили рідною українську мову, 2,85 % — російську, 0,11 % — білоруську, а 0,34 % — іншу.

## Пам'ятки
1956 року на околиці населеного пункту було насипано курган Слави, а в центрі Ігнатполя встановлено пам'ятник загиблим воїнам.

## Природоохоронна територія
Неподалік від села розташований лісовий заказник «Урочище Дуби».

## Відомі люди
- Бочарніков Валерій Володимирович (1973—2016) — сержант Збройних сил України, учасник російсько-української війни.
- Василенко Олександр Васильович (1994—2014) — український військовик, учасник російсько-української війни.
- Краснов Володимир Павлович (нар. 1951) — український лісівник[6].
- Правдивий Борис Миколайович (нар. 1937) — графік.